# Соціал-фашизм
Соціал-фашизм — теорія, згідно з якою європейська соціал-демократія представляє різновид фашизму. Поширювалася теоретиками Комінтерну на початку 1930-х років.

## Історія
Термін вперше використаний Григорієм Зінов'євим, тоді головою Виконкому Комінтерну (ВККІ).
Після VI конгресу Комінтерну (липень 1928) в партіях, які входили до Комінтерну, була прийнята теорія «третього періоду», згідно з якою комуністичний революційний рух у світі після Жовтневої революції 1917 пережив 3 етапи:
- 1918 — 1923 — перший період, революційний підйом;
- 1923—1928 — другий період, консолідація реакційних сил і стабілізація капіталістичної системи (СРСР в цей час проводить політику НЕПу);
- Після 1928 — третій період, світова криза капіталістичної системи й час вирішальних боїв за встановлення диктатури пролетаріату в Європі; на думку лідерів Комінтерну, у цей час основними силами, які гальмують революційний рух робітничого класу, стали фашизм і соціал-демократія.

## Протистояння комунізму і соціал-демократії
У відповідь на тезу про соціал-фашизм, німецька соціал-демократія стала погоджуватися з антикомуністичними партіями в тому, що «червоні такі ж як коричневі»; в 1929 році за наказом соціал-демократичного уряду була розстріляна травнева демонстрація комуністичних робітників, що посилило конфлікт між комуністами і соціал-демократами й дало додаткові аргументи прихильникам теорії соціал-фашизму. Згодом конфлікт між СДПН і КПН призвів до того, що в 1931 році зі схвалення Політсекретаріата ВККІ комуністи приєдналися до ініційованого нацистами референдуму, метою якого була відставка соціал-демократичного уряду Пруссії.
В США, теза про соціал-фашизм призвела до конфліктів та поділу лівого руху на фракції. Комуністична партія США стала виступати проти Соціалістичної партії. Протистояння досягло кульмінації під час масових демонстрацій соціалістів на Медісон-сквер-гарден: провокації та саботаж з боку комуністів завадили соціалістам виступити проти придушення соціалістичного руху та розстрілу його представників в Австрії.

## Зміна тактики
Відмова від теорії соціал-фашизму сталась після встановлення фашистських режимів в Німеччині 1933 року (після чого під репресії попали як і комуністи, так і соціал-демократи) і в Австрії у 1934. Стало зрозуміло, що відмова від співпраці з соціал-демократами може призвести лише до посилення антикомуністичних сил. Починаючи з середини 1930-х комуністи та соціал-демократи в умовах фашистської загрози стали об'єднуватися в складі народних фронтів; так сталося в 1936 у Франції і в Іспанії, в 1937 в Чилі.

## Критика
У СРСР проти ототожнення соціал-демократії з фашизмом висловився, зокрема, нарком іноземних справ Георгій Чичерін в червні 1929 року; на його думку, така тактика вела Комінтерн до загибелі.
У світовому комуністичному русі теорії соціал-фашизму протистояли троцькісти.
27 квітня 1931 у своєму листі до ЦК ВКП(б) Лев Троцький безуспішно закликав до згуртування революційних сил (комуністів і соціал-демократів) під час іспанської революції, попереджаючи, що відмова від цього призведе до встановлення в країні справжнього фашизму.
8 грудня 1931 Троцький виступав за тактичний союз комуністів і соціал-демократів для протистояння фашизму:
«Робітники-комуністи, вас сотні тисяч, мільйони; вам нікуди емігрувати; для вас не вистачить паспортів. Якщо фашизм прийде до влади, він проїдеться по ваших черепах і хребтам жахливим танком. Ваш порятунок — у несамовитій боротьбі. І тільки бойову єдність з соціал-демократичними робітниками може принести перемогу. Поспішайте, робітники-комуністи, у вас дуже мало часу!»
 — Лев Троцький. За робочий об'єднаний антифашистський фронт. Бюлетень опозиції, березень 1932
Проти Троцького виступив Ернст Тельман, який оголосив ідею союзу комуністів і соціал-демократів «найгіршою теорією, найнебезпечнішою теорією і самої злочинної з тих, що були придумані Троцьким за останні роки його контрреволюційної пропаганди». На його думку, пік популярності НСДАП припав на 1930 рік, після чого фашизм в Німеччині неминуче повинен почати втрачати вплив. Цей прогноз не виправдався — в 1932 році на нацистів чекав ще більший успіх на виборах, ніж 1930 року.
За твердженням німецького комуніста Е. Волленберга, Зінов'єв говорив йому в 1933 році, що «окрім німецьких соціал-демократів, Сталін несе головну відповідальність перед історією за перемогу Гітлера».